# Аксьоново (Калузька область)
Аксьоново (рос. Аксёново) — присілок в Ізносковському районі Калузької області Російської Федерації.
Населення становить 10 осіб. Входить до складу муніципального утворення Село Льнозавод.

## Історія
Від 2004 року входить до складу муніципального утворення Село Льнозавод

## Населення
| 2002 | 2010 |
| ---- | ---- |
| 6    | ↗10  |